# Castelul de San Servando

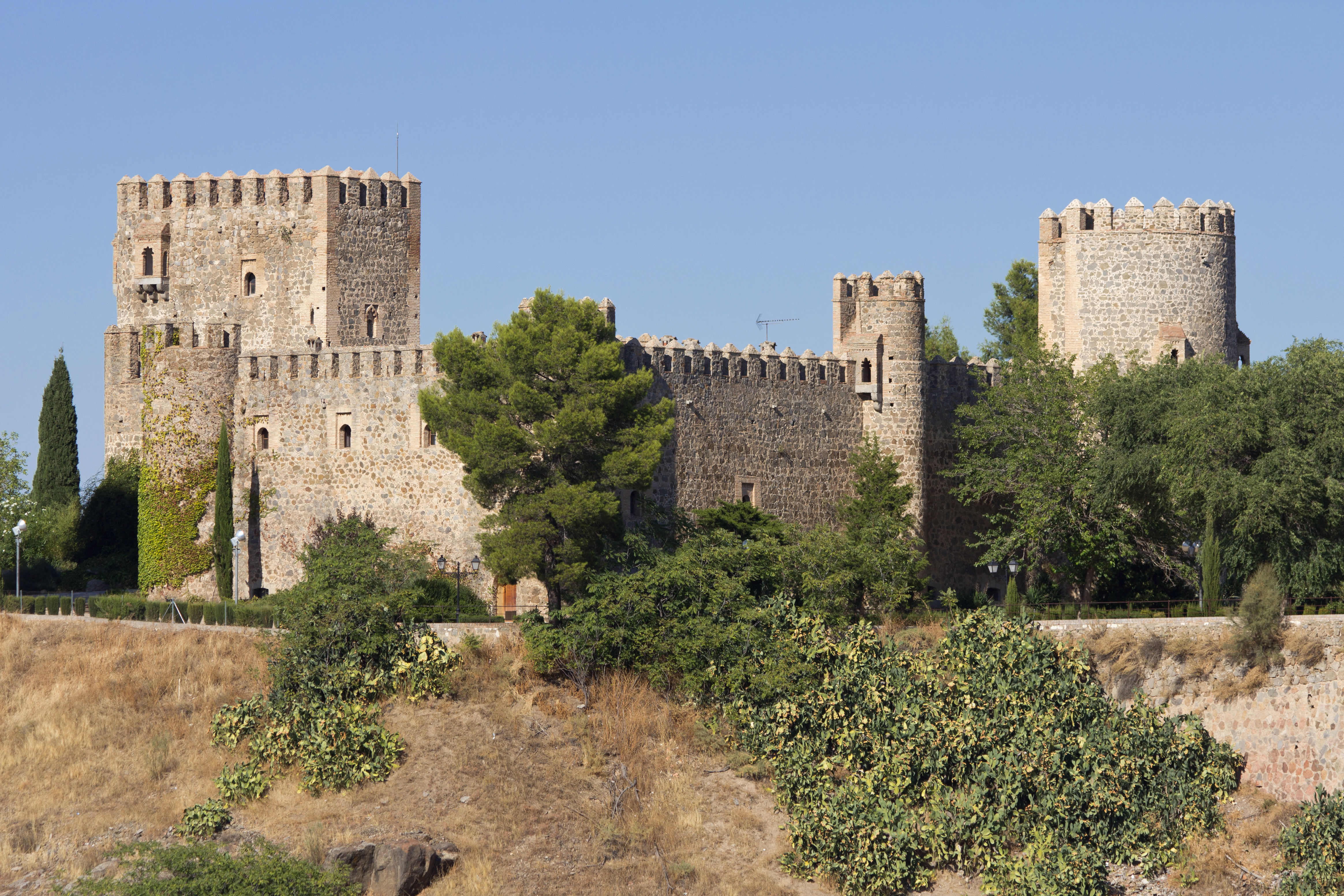
Castelul din San Servando

Castelul de San Servando Castelul medieval este așezat în orașul Toledo, (Spania), pe malul râului Tajo . La început s-a construit ca mânăstire în anul 1088 în timpul regelui Alfonso VI.
Apoi a fost transformat în bază militară datorită pericolului ca musulmanii să atace trecând Podul din Alcantara. Cu expulzarea totală a musulmanilor din Peninsula iberică, fortăreața a pierdut rolul de apărare și a căzut în uitare.
După ce a scăpat de pericolul demolării, în 1874 este numit de către statul spaniol, Ansamblu Istoric-Artistic Național. Astăzi, în sec. XXI, castelul este total refăcut după ce a fost scoală, curte regală, reședință universitară și loc pentru cursuri și conferințe.